# Hardricourt
Hardricourt ist eine französische Gemeinde mit 2.498 Einwohnern (Stand: 1. Januar 2022) im Département Yvelines in der Region Île-de-France. Die Gemeinde gehört zum Arrondissement Mantes-la-Jolie und zum Kanton Les Mureaux (bis 2015: Kanton Meulan-en-Yvelines). Die Einwohner werden Hardricourtois genannt.
Das Schloss Hardricourt war von 1970 bis 2011 Eigentum von Jean-Bédel Bokassa, der ab 1966 Diktator und von 1977 bis zu seinem Sturz 1979 selbsternannter Kaiser der Zentralafrikanischen Republik war. Er lebte während seines Exils von  1983 bis 1986 im Schloss.

## Geographie
Die Gemeinde liegt an der Seine, in die hier die Aubette mündet, und etwa 36 Kilometer nordöstlich von Paris. Umgeben wird Hardricourt von den Nachbargemeinden Gaillon-sur-Montcient im Norden, Meulan-en-Yvelines im Osten und im Süden mit der Île Belle, Mézy-sur-Seine im Westen und Südwesten sowie Seraincourt im Nordwesten.

## Bevölkerungsentwicklung
| Jahr      | 1962 | 1968 | 1975 | 1982 | 1990 | 1999 | 2006 | 2012 |
| Einwohner | 1402 | 1431 | 1636 | 1568 | 1989 | 1918 | 1926 | 2070 |

## Sehenswürdigkeiten

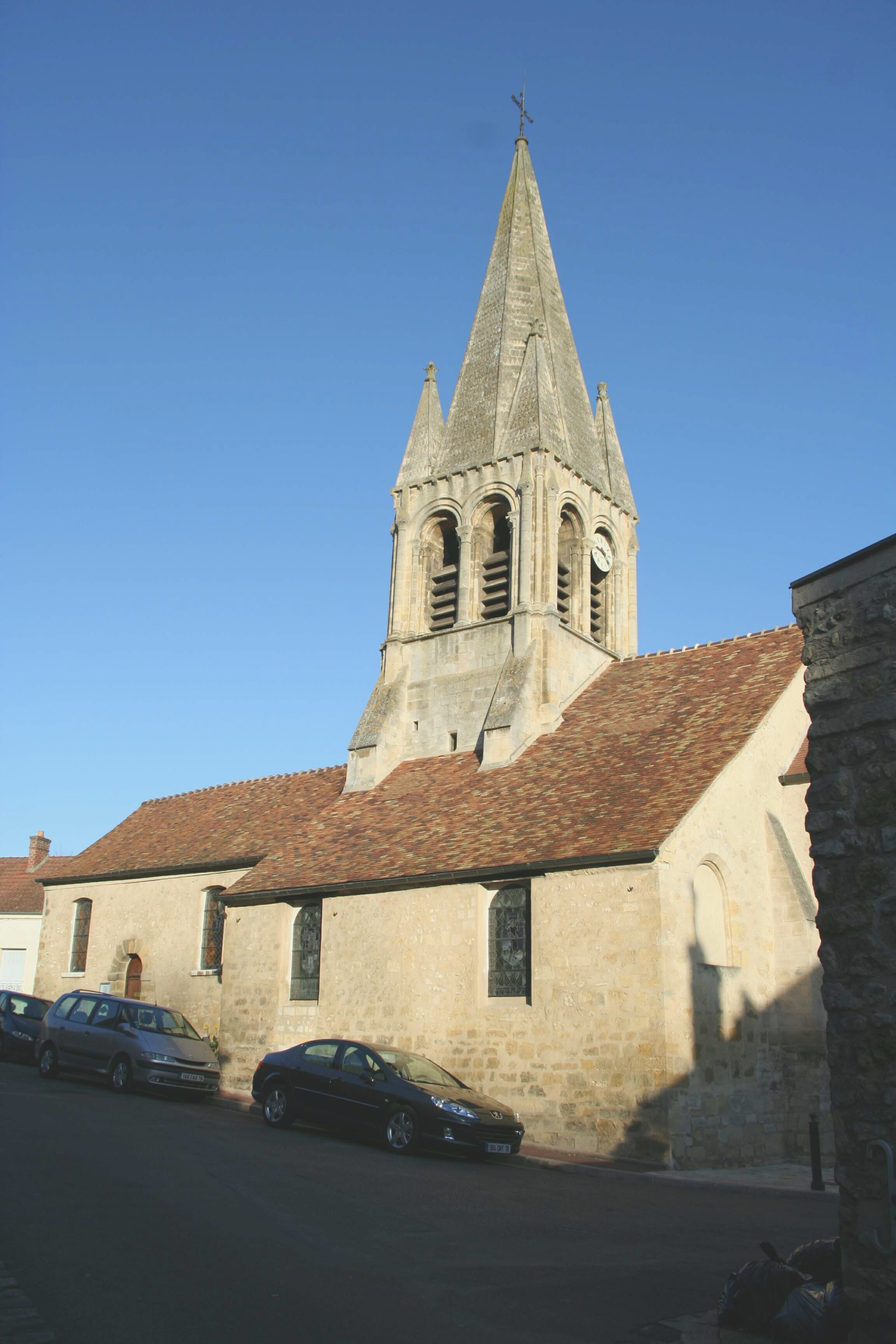
Kirche Saint-Germain-de-Paris

Siehe auch: Liste der Monuments historiques in Hardricourt
- Kirche Saint-Germain-de-Paris, im 12. Jahrhundert erbaut
- Schloss Hardricourt aus dem 19. Jahrhundert mit Park
- Schloss Tourelles (heutiges Rathaus)

## Persönlichkeiten
- Armand-Jérôme Bignon (1711–1772), Jurist und königlicher Bibliothekar
- Marc Menant (* 1949), Schriftsteller, Journalist und Autorennfahrer